# Fesoterodina
La fesoterodina, contiene un principio activo denominado fumarato de fesoterodina y se vende bajo la marca Toviaz. Es un tratamiento de los denominados antimuscarínicos, es utilizado para tratar los síntomas del síndrome de vejiga hiperactiva . Es un medicamento de segunda línea para este uso .  Este medicamento se toma por vía oral .

## Efectos Secundarios
Los efectos secundarios comunes incluyen sequedad de boca y estreñimiento ; otros efectos secundarios pueden ser retención urinaria, problemas para dormir y mareos . Este medicamento  no se recomienda en personas con problemas hepáticos graves o miastenia grave . Es un antimuscarínico y actúa a través de la misma sustancia química que la tolterodina .
Este medicamento  fue aprobada para uso médico en Europa en 2007 , Estados Unidos en 2008 ,  y Canadá en 2012 . En Estados Unidos cuesta unos 310 dólares estadounidenses al mes a partir de 2021 . Esta cantidad en el Reino Unido cuesta al NHS unas 26 libras esterlinas  .